# Ricardo Pampuri
Erminio Felipe Pampuri (Trivolzio, 2 de agosto de 1897 - ibíd., 1 de mayo de 1930) fue un médico y religioso italiano. Tomó el nombre de hermano Ricardo cuando entró en la Orden Hospitalaria de San Juan de Dios.

## Vida
Quedó huérfano de madre a los tres años de edad, siendo el décimo hijo de once hermanos. A los diez años murió su padre. A pesar de ello cursó estudios primarios en su ciudad natal para marcharse luego a Milán al instituto, para pasar más tarde a la facultad de medicina de Pavía.
Durante la Primera Guerra Mundial, fue sargento, y luego se incorporó al cuerpo médico. Después de la guerra terminó sus estudios de medicina. Tras realizar las prácticas en Milán y trabajar en diversos hospitales, recibió la llamada de la fe. 
Desde muy joven, había sido muy religioso y devoto, y por ello, se decidió a entrar en la orden de los Hospitalarios de San Juan de Dios en la ciudad de Brescia, entrando como novicio el 22 de junio de 1927 y tomando los hábitos 24 de octubre de 1928.
Falleció en 1930 a causa de una bronconeumonía causada por una lesión que se produjo durante su estancia en el ejército. 
Después de su muerte creció la fama de sanador, que ya había tenido en vida, hasta que se aceptaron dos milagros y fue beatificado el 4 de octubre de 1981. Posteriormente del 5 de enero de 1982, en la localidad de Alcadozo (provincia de Albacete) se reconoció otro milagro realizado por la intercesión de Ricardo Pampuri, por lo que el 1 de noviembre de 1989 fue canonizado. Su festividad se celebra el 1 de mayo.